# 科羅斯捷利夫卡
50°33′45″N 28°47′29″E / 50.56250°N 28.79139°E
科羅斯捷利夫卡（烏克蘭語：Коростелівка）是烏克蘭北部的村莊，隸屬日托米爾州的日托米爾區。該村始建於1613年，面積0.48平方公里，海拔高度204米，2001年人口106，人口密度每平方公里221.76人。